# 링인쓰

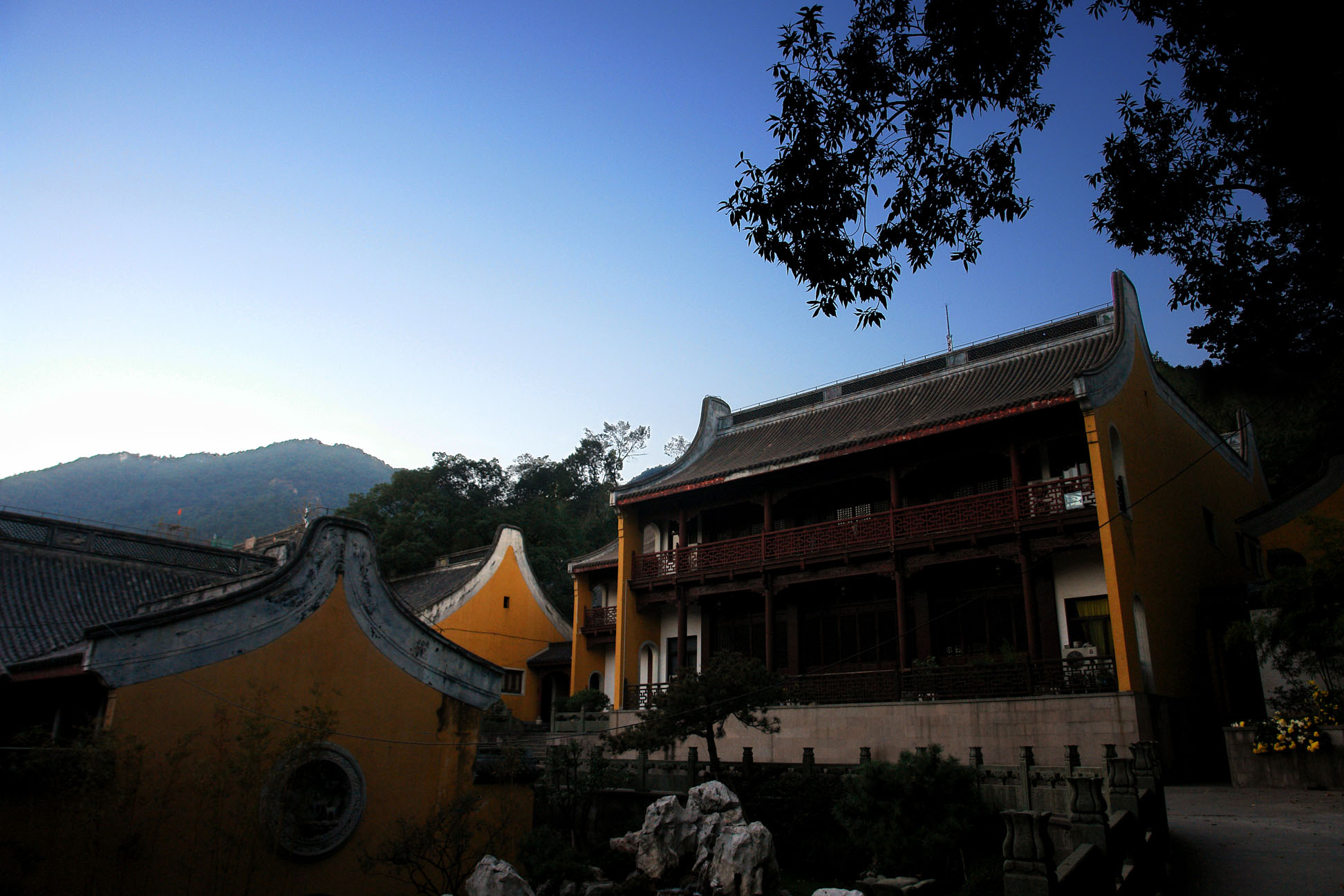
영은사

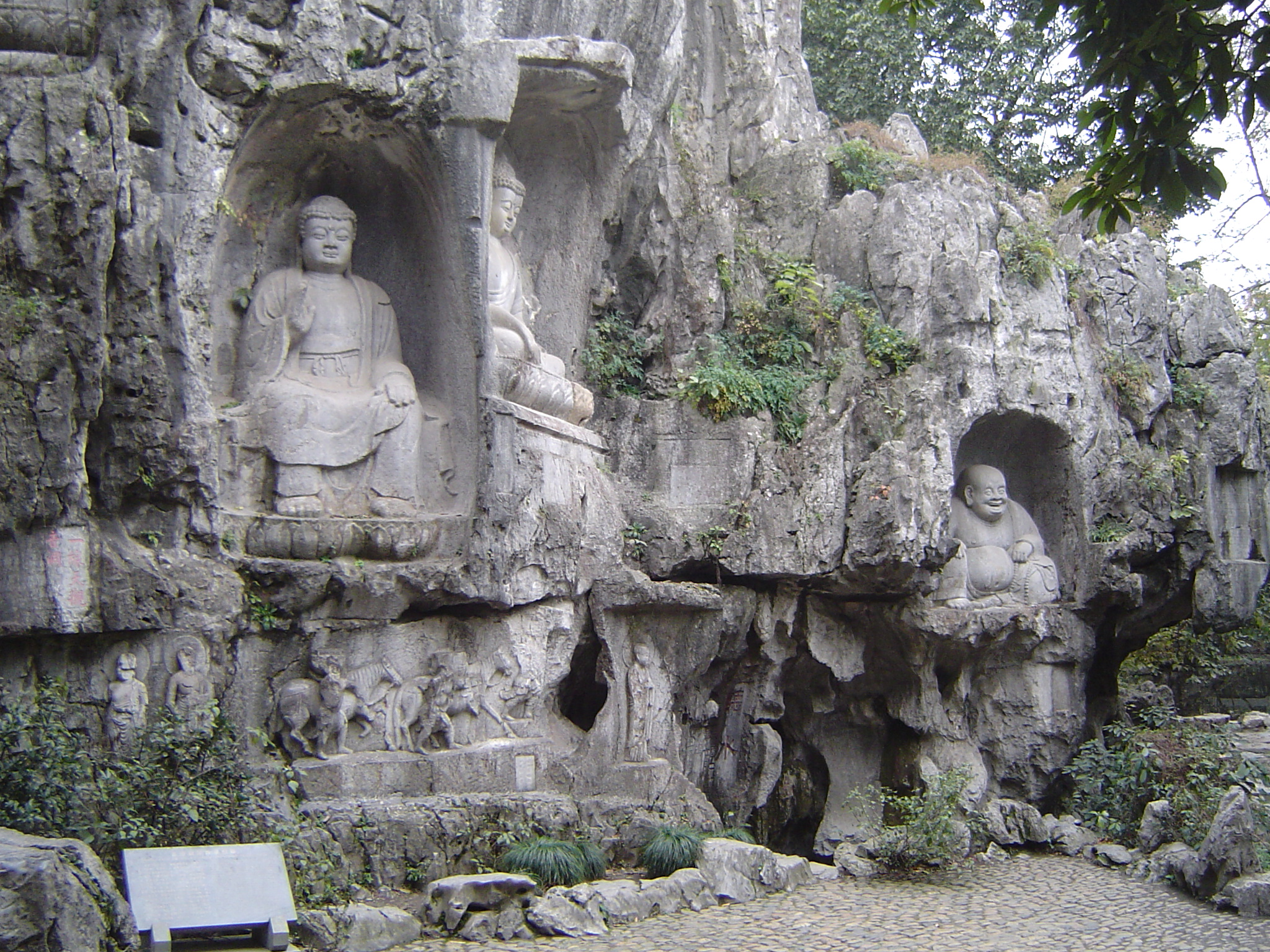
비래봉의 불상

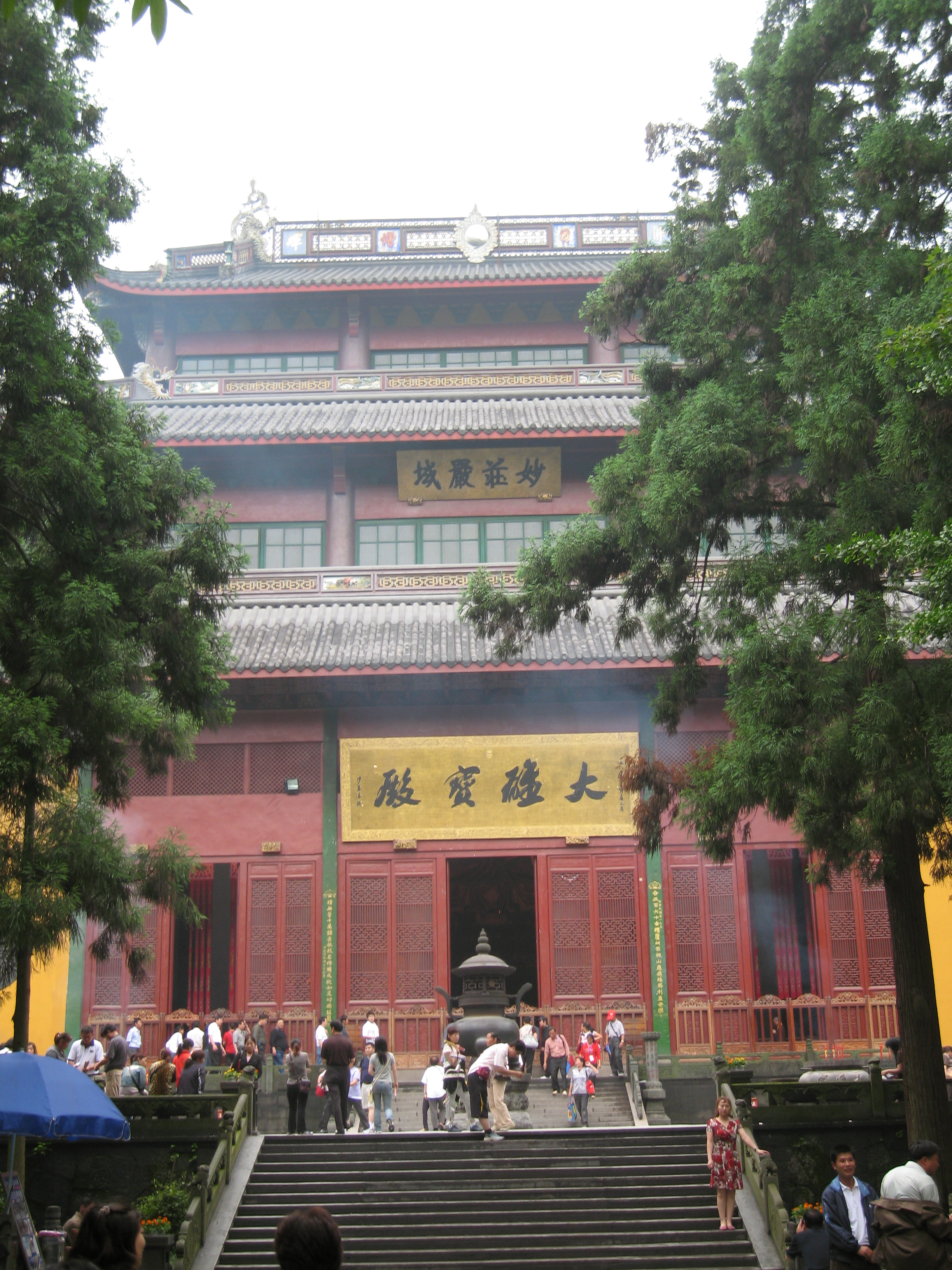
대웅보전

영은사(중국어 정체자: 靈隐寺, 간체자: 灵隐寺, 병음: Língyǐn Sì 한국어: 령은사)는 중국 저장성 항저우의 북서쪽에 있는 선종 사찰이다. 사찰의 이름은 글자 그대로 영이 쉬어가는 절이라는 뜻이다. 중국에 있는 가장 크고 가장 부유한 불교 사원중 하나이다.
영은사는 무림산(武林山)에 있는 몇몇 사원들 중 가장 크며, 비래봉(飛來峯)에 있는 많은 동굴과 산에는 종교적인 색채를 뛴 바위조각들이 늘려있다.

## 역사
사찰은 동진 때인 서기 328년 인도의 승려 혜리(慧理)에 지어졌다. 처음에 영은사는 작은 수도원이었는데, 오월국(907-978) 왕조 때 9채의 다층건물을, 18개의 큰 누각, 72의 강당, 1300개 이상의 숙소가 있어 3000명 승려가 거주할 수 있었다고 한다. 비래봉 동굴 및 주위 산에는 많은 불교 조각품들이 있는데, 대부분 이 시대에 만들어진 것이다.
남송 후기 영은사는 강남의 십대사찰로 손꼽혔다. 그러나 연이은 침략을 피할 수 없어서 여러 번 소실되었는데, 그 후 16번 이상을 재건하였다. 현재 건물은 청나라 말기에 복구된 것이다. 문화혁명 때도 사원의 일부가 소실되었다. 그러나 주은래의 은밀한 보호 때문에 대규모 파괴를 피할 수 있었다.
오늘날의 영은사는 순례자와 관광객 모두를 위한 목적지로 번창하고 있다. 중국에 있는 가장 부유한 사찰로 손꼽히며, 순례자 중에는 최고 지도자 등소평도 포함되어 있었다.